# Australia ai Giochi della VII Olimpiade
L'Australia ha partecipato ai Giochi della VII Olimpiade di Anversa con una delegazione di 13 atleti (dodici uomini, una donna), suddivisi su cinque discipline.

## Medagliere

### Per discipline
| Sport            | Oro | Argento | Bronzo | Totale |
| ---------------- | --- | ------- | ------ | ------ |
| Nuoto            | 0   | 1       | 1      | 2      |
| Atletica leggera | 0   | 1       | 0      | 1      |
| Totale           | 0   | 2       | 1      | 3      |

### Medaglie
| Medaglia | Atleta                                                  | Sport            | Evento                                      |
| -------- | ------------------------------------------------------- | ---------------- | ------------------------------------------- |
| Argento  | George Parker                                           | Atletica leggera | Marcia 3.000 metri                          |
| Argento  | Henry Hay Frank Beaurepaire William Herald Ivan Stedman | Nuoto            | Staffetta 4x200 metri stile libero maschile |
| Bronzo   | Frank Beaurepaire                                       | Nuoto            | 1500 metri stile libero maschili            |